# Козарчанка
Козарчанка (сербохорв. Козарчанка/Kozarčanka, «Женщина из Козары») — фотография периода Второй мировой войны, сделанная югославским фотографом русского происхождения Георгием «Жоржем» Скрыгиным. На фотографии изображена широко улыбающаяся югославская девушка-партизанка в пилотке-титовке и с пистолетом-пулеметом MP-40 на плече. «Козарчанка» приобрела большую популярность в Югославии и широко использовалась там в качестве символа: изображение было включено в учебники по истории, использовалось в военных монографиях и распространялось на плакатах.

## Предыстория
В апреле 1941 года Королевство Югославия было оккупировано и раздроблено силами Оси под предводительством нацистской Германии. 10 апреля 1941 года было провозглашено создание Независимого государства Хорватия (НГХ) — марионеточного государства, включавшего в себя территорию современных Хорватии, Боснии-Герцеговины и части Сербии, под непосредственным управлением хорватских националистов (усташей). Политика НГХ в отношении сербов заключалась в их массовом уничтожении, изгнании и насильственном ассимилировании. В ответ народы Югославии, в первую очередь сербы, начали формировать партизанские движения, одно из которых действовало под руководством Иосипа Броза Тито — лидера Коммунистической партии Югославии, и стало известно как Народно-освободительная армия Югославии. В декабре 1943 — январе 1944 годов 11-я Краинская бригада Народно-освободительной армии осуществляла атаки на немцев и усташей в районе Козары, в северной Боснии, чтобы оттянуть войска противника от партизан в Бании и на востоке Боснии, где силы Оси проводили антипартизанские операции.

## Фотография и её объект
Зимой 1943—44 годов гастролирующая труппа Театра народного освобождения встретила колонну партизан из 11-й Краинской бригады неподалёку от Козары. Балетмейстер труппы, Георгий «Жорж» Скрыгин, сын русского эмигранта, также был известным мастером художественной фотографии и не раз удостаивался многих престижных наград за свои снимки. Скрыгин попросил командира партизанской бригады дать ему сфотографировать девушку-партизанку. Командир отобрал пять санитарок, среди которых Скрыгин выбрал 17-летнюю Милю Тороман (сербохорв. Milja Toroman). Тороман была боснийской сербкой из деревни Брекина, возле Дубицы, у подножия горы Козара. Скрыгин надел на девушку кофту, повесил ей на плечо винтовку, сдвинул набекрень её титовку с красной звездой и пригладил волосы. Сказав девушке улыбнуться, Скрыгин сделал снимок при помощи фотоаппарата Rolleiflex.
В 1968 году Скрыгин издал книгу под названием «Война и сцена», где фотография Мили Тороман названа «Козарчанка». Сопровождающая надпись, не упоминая имени объекта фото, гласит: «Молодая девушка попала в плен во время первого вражеского наступления. Ей удалось бежать, даже из Германии, и добраться до Козары, где она присоединилась к козарским вооруженным силам».
В 1946 году Миля Тороман вышла замуж за Перо Марина, который сражался в составе козарского партизанского отряда с 1941 года. Пара жила в Приедоре, где у неё родилось пятеро детей. В 2007 году Марин дала интервью, что во время съёмок ей совершенно не хотелось улыбаться из-за тягот войны, которые ей пришлось перенести. По словам Марин — это был единственный раз в жизни, когда она взяла в руки винтовку. В ноябре 2007 года Марин скончалась в возрасте 81 года.

## Значение
После войны фото «Козарчанка» получило широкую известность, став одним из символов партизанского движения Югославии и, в особенности, героического сопротивления женщин-югославок. Образ женщины-партизанки активно использовался правительством Тито в качестве объединяющего начала в многокультурной стране. «Козарчанка» была включена в учебники истории, военные монографии и использовалась на плакатах. Однако, несмотря на популярность, личность девушки не раскрывалась, так как публикация точных сведений об обстоятельствах, при которых была сделана фотография, могла навредить её идеологической значимости. После первых многопартийных выборов в Югославии, а затем и её распада фото утратило идеологическое значение, и о личности Марин стало известно широким массам.